# Atrypsiastis
Atrypsiastis là một chi bướm đêm thuộc phân họ Olethreutinae, họ Tortricidae Tortricidae.

## Các loài
- Atrypsiastis salva Meyrick, in Caradja, 1932